# Čaa-Cholský chošún
Čaa-Cholský chošún (rusky Чаа-Хольский кожуун, tuvinsky Чаа-Хөл кожуун) je administrativně-územní jednotka (chošún) v Republice Tuva v Ruské federaci. Administrativním centrem je selo Čaa-Chol.

## Geografie
Čaa-Cholský chošún se rozkládá na území o rozloze 2,9 tisíce km². Chošún byla založen v roce 1992. Pod svou správou má 4 sumony Čaa-Chol, Šanči, Ak-Turug, Kyzyl-Dag. Sídlo Čaa-Chol, které je administrativním centrem Čaa-Cholského chošúnu, se nachází v jeho centrální části. Od hlavního města republiky Kyzyl je propojena dobrý zpevněnou silnicí o délce 189 kilometrů. Vzdálenost k nejbližší železniční stanici ve městě Abakan (Republika Chakasie) je 590 km.
Na severu Čaa-Cholský chošún hraničí s Krasnojarským krajem, ns severozápadě s Sut-Cholským chošúnem, na východě s Ulug-Chemským chošúnem, na jihozápadě s Dzun-Chemčikským chošúnem a na jihu s Ovjurským chošúnem.
Na území chošún se nachází Sajansko-šušenská přehradní nádrž. Chošúnem protékají řeky Kožaj, Čaa-Chol, Chemčik, Baj-Bulun, Ulug-Kara-Sug, Bidilig, Činge, Orta-Chem a Kujlug-Chem.

## Klima
Čaa-Cholský chošún se přirovnává k rajónům Dálného severu.

## Reliéf
Reliéf je většinou středně hornatý a nížinný. V širokých údolích mezi horami se nacházejí půdy používé v zemědělství pro zavlažovaní, kde se pěstují plodiny a zelenina. Převažují půdy hněděho typu (hnědozemě), které zabírají 29,6% území a rozšířená je také černozem s 7%.

## Historie
Čaa-Cholský chošún vznikl v roce 1941. V roce 1961 byl zrušen a jeho území se stalo součástí Ulug-Chemského chošúnu. V roce 1992 byl ve svých původních hranicích obnoven a administrativním centrem se stalo sídlo Čaa-Chol.

## Ekonomika
Hlavní činností Čaa-Cholského chošúnu je zemědělství, především chov zvířat.

## Demografie
- 2000 — 6 765 obyv., 2002 — 6 532 obyv.
- 2004 — 6 448 obyv., 2005 — 6 335 obyv.
- 2006 — 6 376 obyv., 2007 — 6 419 obyv.
- 2008 — 6 521 obyv., 2009 — 6 562 obyv.
- 2010 — 6 036 obyv., 2011 — 6 025 obyv.
- 2012 — 6 013 obyv., 2013 — 5 932 obyv.
- 2014 — 6 028 obyv., 2015 — 6 087 obyv.
- 2016 — 6 058 obyv.

## Administrativní členění

### Městské a vesnické okresy
| №. | Městské a vesnické okresy | Administrativní centrum | Počet sídelních útvarů | Počet obyvatel | Rozloha [km2] |
| -- | ------------------------- | ----------------------- | ---------------------- | -------------- | ------------- |
| 1  | Sumon Ak-Durugskij        | selo Ak-Durug           | 1                      | 1 347 ↘        | 46,98         |
| 2  | Sumon Kyzyl-Dagskij       | selo Bulun-Terek        | 1                      | 1 087 ↘        | 18,56         |
| 3  | Sumon Čaa-Cholskij        | selo Čaa-Chol           | 1                      | 3 304 ↘        | 37,19         |
| 4  | Sumon Šančy               | selo Šančy              | 1                      | 320            | 8,53          |

### Sídelní útvary
| №. | Sídelní útvar | Rusky       | Typ sídelního útvaru | Počet obyvatel | Komunální útvar     |
| -- | ------------- | ----------- | -------------------- | -------------- | ------------------- |
| 1  | Ak-Durug      | Ак-Дуруг    | vesnice (selo)       |                | Sumon Ak-Durugskij  |
| 2  | Bulun-Terek   | Булун-Терек | vesnice (selo)       | 1 087 ↘        | Sumon Kyzyl-Dagskij |
| 3  | Čaa-Chol      | Чаа-Холь    | vesnice (selo)       | 3 304 ↗        | Sumon Čaa-Cholskij  |
| 4  | Šančy         | Шанчы       | vesnice (selo)       | 320            | Sumon Šančy         |